# Live at Hammersmith (Twisted Sister)
Live at Hammersmith è un album live dei Twisted Sister, pubblicato il 3 ottobre 1994 per l'etichetta Atlantic Records.

## Tracce

### CD 1
1. What You Don't Know (Sure Can Hurt You) (Snider) 4:43
2. The Kids Are Back (Snider) 2:49
3. Stay Hungry (Snider) 5:08
4. Destroyer (Snider) 4:09
5. We're Not Gonna Take It (Snider) 3:17
6. You Can't Stop Rock N' Roll (Snider) 7:23
7. Knife in the Back (Snider) 2:46
8. Shoot 'Em Down (Snider) 3:18
9. Under the Blade (Snider) 4:33

### CD 2
1. Burn in Hell (Snider) 5:49
2. I Am, I'm Me (Snider) 5:24
3. I Wanna Rock (Snider) 13:05
4. SMF (Snider) 7:27
5. We're Gonna Make It (Snider) 4:20
6. Jail House Rock (Leiber, Stoller) 3:17 (Elvis Presley Cover)
7. The Train Kept A Rollin' (Bradshaw, Kay, Mann) 10:05 (Tiny Bradshaw Cover)

## Formazione
- Dee Snider - voce
- Eddie Ojeda - chitarra
- Jay Jay French - chitarra
- Mark Mendoza - basso
- A. J. Pero - batteria